# Bombus simillimus
Bombus simillimus (saknar svenskt namn) är en insekt i överfamiljen bin (Apoidea) och släktet humlor (Bombus) som lever i Himalaya. Könsdimorfismen (eller kanske snarare kastdimorfismen) är mycket tydlig.

## Beskrivning
Drottningen är svart över hela kroppen utom de tre sista tergiterna, som är röda. Arbetarna och hanarna är helt annorlunda färgade: Huvudet är svart, även om hanarna har inblandning av ljusa hår i ansiktet eller nacken. Mellankroppen är vit (vissa hanar kan ha små spår av mörkare hår tvärs över mellankroppen). Hos hanarna är den främsta tergiten vit, och nästa tergit antingen vit eller brun. Hos arbetarna är den främsta tergiten antingen vit eller brun, och den nästa alltid brun. För båda kasterna följs den av en svart tergit. Resten av bakkroppen är även här röd. 

## Ekologi
Likt de flesta andra asiatiska humlor är denna art en bergsart, som lever på höjder mellan 1 600 och 3 000 m. Den hämtar sin föda framför allt från balsaminväxter som jättebalsamin, ärtväxter, korgblommiga växter som tistlar och gentianaväxter.

## Utbredning
Bombus simillimus finns i ett relativt begränsat område i västra Himalaya från Pakistan, Kashmir till delstaten Himachal Pradesh i Indien.